# Salinas del Manzano
Salinas del Manzano es un municipio español de la provincia de Cuenca, en la comunidad autónoma de Castilla-La Mancha. Tiene una población de 75 habitantes (INE 2024).

## Geografía
Integrado en la comarca de Serranía Baja, se sitúa a 82 km de la capital provincial. El término municipal, que tiene un área de 33,65 km², está atravesado por la carretera nacional N-420, entre los pK 509 y 513. El relieve del municipio está definido por elevaciones propias de la comarca a la que pertenece, entre las que discurren pequeños ríos y barrancos, destacando el río Henarrubia. La altitud oscila entre los 1465 m al norte (pico Cabeza del Toril) y los 1110 m al oeste, a orillas del río Henarrubia. El pueblo se alza a 1132 m sobre el nivel del mar.
| Noroeste: Tejadillos | Norte: Tejadillos y Salvacañete | Nordeste: Salvacañete      |
| Oeste: Cañete        |                                 | Este: Salvacañete          |
| Suroeste: Huérguina  | Sur: Alcalá de la Vega          | Sureste: Alcalá de la Vega |

## Historia
El nombre más antiguo de los que se tiene constancia es el de Albonica (no oficial) el primer oficial que se tiene constancia es Fuente del Manzano, como se hace saber en una carta firmada por el Infante Don Sancho, hijo mayor del rey Alfonso XI. Esta carta está firmada el 21 de marzo de 1281 y en ella se insta a los arrendatarios de las salinas de Fuente del Manzano a pagar lo adeudado al Cabildo de los Canónigos de Cuenca (A.C.C.I., Caja 9, n.º 23).
Quinto Fulvio Flaco ya realza la importancia de las fuentes salinas de la zona en el año 181 a. C. No obstante la primera constancia documental que se tiene de las salinas, las cuales son conocidas en la localidad con el nombre de El Salero, data del 9 de abril de 1187 en el que el rey Alfonso VIII de Castilla concede los diezmos de las salinas a la comunidad de canónigos de la iglesia de Santa María de Cuenca.
La referencia a las citadas salinas se encuentra en el archivo de la catedral de Cuenca (A.C.C.I., Caja 1, n.º 9).
Algunos historiadores colocan en este lugar y cerca de sus salinas, por entonces ya existentes, la mansión romana de Albonica, cuyo significado se puede referir al blanco de sus salinas.
- En el siglo X se construye la fortaleza de las Malenas (la Magdalena) por los musulmanes durante su dominación.
- En la época musulmana, comprendida entre los siglos XI y XII, que precede a la conquista cristiana de esta zona, el castillo de las Malenas se encuentra formando parte de la línea defensiva que discurría entre las taifas de Albarracín y Alpuente. De esta línea formaban parte también los castillos de Huélamo, Mira, Boniches, Santa Cruz de Moya, Algarra, Alcalá de la Vega, El Cuervo, Tormón, Villel y Teruel. Fue construido con toda probabilidad en el periodo conocido como “Reinos de Taifas”. Está situado en una gran atalaya rocosa, horadada con cuevas y pasadizos que llegan hasta las rocas de su base, por lo que domina una gran extensión de terreno y parte de un camino importante para las comunicaciones de la época. El camino es conocido en la actualidad con el nombre de “Camino de Moya o Ruta del Cid”.
- El susodicho camino coincide con la vereda que, proveniente de Valencia, pasa por Utiel, Moya, Alcalá de la Vega, el castillo de las Malenas (en Salinas del Manzano), Altarejos (en Campillos de Sierra), Huerta del Marquesado, Valdemeca, Huélamo y Tragacete, y llega a los Montes Universales.
- Nuestra zona se conquistó a los árabes entre los años 1176 y 1.183, puede que con toda posibilidad fuera en 1176 por Fortín de Tena y luego por el señor de Albarracín Pedro Ruiz de Azagra, siendo repoblada por Alfonso VIII para tener una primera línea de contención frente a los reinos vecinos de Valencia y Aragón. Salinas del Manzano, junto a Cañete, Salvacañete, Alcalá de la Vega y Boniches, son tomadas a los musulmanes y repobladas para su consolidación cristiana con gente proveniente de la zona de León, Astorga, Burgos y Mondoñedo; naciendo el primitivo núcleo poblacional conocido con el nombre de Fuente del Manzano.
- En 1231 se admiten los límites que separan las diócesis de Cuenca y Albarracín. La zona de Moya, en la que está incluida Salinas del Manzano, pasa a depender de la de Cuenca. Esta circunstancia logra, gracias a Fernando III, elevar la categoría de la villa de Moya y colocarla como capital de la comarca, arrebatándole los privilegios que Alfonso VIII había otorgado a Cañete.
- En el año 1443 es aldea de realengo y según una Real Cédula, paga a la Corona 680 maravedies. Después pertenecerá al Marquesado de Cañete y luego en el siglo XVI al de Moya. Por estas fechas levanta su iglesia parroquial.
- El 27 de junio de 1505 comprendía el marquesado de Moya los siguientes pueblos: Henarejos, Cardenete, Carboneras, San Martín de Boniches, Villar del Humo, Pajaroncillo, Campillos de Sierra, Huerta y laguna del Marquesado, Zafrilla, Tejadillos, Salvacañete, Boniches, Alcalá de la Vega, El Cubillo, Algarra, Garcimolina, Talayuelas, Aliaguilla, Narboneta, Garaballa, Campillos-Paravientos, Sta. Cruz de Moya, Campalbo, Casas de Pedro Alonso, Santo Domingo de Moya, Los Huertos y Salinas de la Fuente del Manzano.
- El 28 de julio de 1513 un hijo de esta villa llamado Juan López, hijo de Andrés López y de Quiteria Sánchez, marcha a las Indias (Perú) en busca de fortuna y hacienda, según figura en la Casa de Contratación de Sevilla. Otros muchos salineros acompañaron a los conquistadores en América.
- En el Libro de Pilas del Obispado de 1587m, Salinas aparece junto a Salvacañete y cuenta entre ambas con 1 pila y 80 vecinos, es decir, unos 320 habitantes.
- En el mes de abril del año 1809 llegan a nuestros pueblos las tropas del mariscal Moncey y Culincourt tras haber intentando sin éxito tomar Valencia (28 de junio de 1808) y ser partícipes del segundo sitio de Zaragoza, desde donde se desplazaría a nuestra zona. Las reacciones ante esta presencia no se hacen esperar y se crean grupos que, reunidos en las montañas, hacen frente al invasor. Tras algún intento fallido por parte de los franceses de apresar a estos grupos la gente estalló. Armados de las más rudimentarias armas, herramientas del trabajo cotidiano como hoces, horcas, etc. y algunos trabucos que habían conseguido, se fueron reuniendo todos los de la comarca en Salinas del Manzano, para posteriormente establecer el cuartel general en lugares más seguros de la sierra de Valdemeca. De sus cabecillas podemos destacar al “tío Pedro”.
- En el año 1833 se produce el reparto de la provincia en partidos judiciales, Salinas del Manzano queda enclavado dentro del de Cañete, al cual en el día de hoy aún pertenece.
- El 28 de septiembre de 1836 tropas al mando del general isabelino San Miguel, Jefe del Ejército del Centro, se ponen en movimiento para apresar las tropas carlistas atrincheradas en el castillo de las Malenas. Este no llegaría a la zona al encontrarse con otro grupo que desvió su ruta hacia Pajarón y Cañete.
- El 12 de enero de 1839, don Francisco Narváez, comandante en jefe y Capitán General del ejército isabelino, hace referencia en un comunicado al enfrentamiento tenido con tropas carlistas al pie del castillo de las Malenas:

“...he demostrado su nulidad a la facción en el enfrentamiento que ha tenido lugar en Salinas del Manzano, a los pies de su castillo de la Magdalena.”
- En la 1.ª Guerra Carlista, año 1840, cuando el mariscal Van Goebben al servicio del mando carlista se encarga de la fortificación de Cañete impone el castigo de la entrega de 10 fusiles a Fausto Saiz, vecino de este lugar, por no haber querido colaborar en la fortificación del castillo de Cañete: "al cabo de doce días, entrego seis y llegó herido en un brazo".
- El Diccionario de Madoz, editado en 1844, hace referencia a Salinas de la Fuente del Manzano en estos términos:

“Consta de 90 casas distribuidas en dos barrios que se denominan alto y bajo, cárcel, pósito, escuela dotado de 300 reales. Cien pasos al oeste se encuentran las salinas de agua en el fondo del vallejo. La elaboración de sal consiste en la evaporación del agua que se extrae de un pozo por medio de una noria, (existente hasta 1980? año en que fue derruida junto a la antigua vivienda) y a la que se recoge de una fuente. Aunque no se permita dar un cálculo exacto de la producción, no obstante el “minimum” de sal en un año es de 1000 fenegas y el “ maximum” de 1800 fanegas a 2000. Tiene 80 vecinos con 378 almas.”
- En la Estadística de 1878, figura Salinas del Manzano con 421 almas y en 1878, según Torres Mena tiene cinquenta albergues o tinadas de ganado, 45 casas-pajares, tres casas de labor y 451 habitantes.
- En el curso del 1 de enero de 1995 tiene 136 habitantes.

## Demografía
Salinas del Manzano cuenta con una población de 75 habitantes (INE 2024).
| Gráfica de evolución demográfica de Salinas del Manzano entre 1842 y 2021                                                                                               |
| |
| Población de derecho según los censos de población del INE Población de hecho según los censos de población del INEEn este censo se denominaba Salinas de Manzano: 1842 |

## Patrimonio

### Recorrido turístico
Salinas del Manzano cuenta con algunos lugares de interés para el visitante, como:
- Iglesia de la Natividad.
- Ermita de San Roque y Pósito.
- Castillo de las Malenas.
- Rutas de senderismo que recorren más de 20 fuentes naturales repartidas por el término.
- Salinas romanas.

En su entorno podremos encontrar parajes de gran belleza, como la Serranía de Cuenca, los Montes Universales y el río Cabriel. 
Recomendamos visitar la localidad durante las festividades de San Roque (16 de agosto).

### Museo "Las alcobas del Salín"
Las costumbres de la zona se acercan a este museo. La exposición comprende recuerdos sobre el pasado de Salinas y todo tipo de herramientas y útiles de trabajo de la vida doméstica.
Se puede visitar.